# 長崎県道212号富川渓線
長崎県道212号富川渓線（ながさきけんどう212ごう とみかわけいせん）は、長崎県諫早市を通る一般県道である。

## 概要
諫早市富川町から諫早市下大渡野町の国道34号交点に至る。
2024年度（令和6年度）に完成を予定している本明川ダム建設に伴いこの県道が⽔没するため、付替道路（延長2.2 km）の工事を進めており、2018年（平成30年）2月25日に着工し、2023年（令和5年）3月19日に開通した。

### 路線データ
- 起点：長崎県諫早市富川町
- 終点：長崎県諫早市下大渡野町（本野入口交差点、国道34号交点）
- 総延長：5.6 km

## 歴史
- 2018年（平成30年）2月25日 - 本明川ダム付替道路（延長2.2 km）の工事に着工[1]。
- 2019年（令和元年）8月20日 - 長崎県告示第228号により、本明川ダム付替道路を県道区域に編入[3]。
- 2023年（令和5年）3月19日 - 本明川ダム付替道路（延長2.2 km）開通[2]。

## 路線状況

### 道路施設

#### 橋梁
- 帯田大橋（諫早市）

## 地理

### 通過する自治体
- 長崎県
  - 諫早市

### 交差する道路
| 交差する道路 | 交差する場所 | 交差する場所          |
| ------------ | ------------ | --------------------- |
| 国道34号     | 下大渡野町   | 本野入口交差点 / 起点 |

### 交差する鉄道
- 西九州新幹線
- 大村線

### 沿線
- 諫早市立本野小学校